# Франсішку Трінкан
Франсішку Трінкан (порт. Francisco Trincão, нар. 29 грудня 1999, Віана-ду-Каштелу) — португальський футболіст, нападник клубу «Барселона» і національної збірної Португалії, який на правах оренди виступає за «Спортінг».

## Клубна кар'єра
Народився 29 грудня 1999 року в місті Віана-ду-Каштелу. Є вихованцем академії португальського клубу «Віаненсе». Пробувався в академії футбольного клубу «Порту», проте не підійшов команді, після чого відправився в академію «Браги». 2 квітня 2016 року дебютував за другу команду «Браги» в поєдинку проти «Фреамунде», вийшовши на заміну на 81-ій хвилині. Всього в дебютному сезоні провів чотири зустрічі у другому дивізіоні країни. 7 травня 2017 року забив перший м'яч у клубній кар'єрі у ворота другої команди «Порту». Починаючи з сезону 2017/18 став гравцем стартового складу «Браги Б».
Дебютував у першій команді 28 грудня 2018 року в матчі Кубка ліги проти «Віторії» (Сетубал) (4:0).Протягом двох сезонів відіграв за клуб з Браги 33 матчі в національному чемпіонаті, відзначившись вісьмома голами.
Взимку 2020 року «Барселона» оголосила про підписання з Трінканом 5-річного контракту, дійсного з 1 липня 2020 року, заплативши за нього 31 млн євро. 7 лютого 2021-го, в матчі чемпіонату Іспанії проти «Бетіса», Трінкан забив свій перший гол за каталонців.

## Виступи за збірні
2015 року дебютував у складі юнацької збірної Португалії, взяв участь у 18 іграх на юнацькому рівні, відзначившись 7 забитими голами. З командою до 19 років став переможцем юнацького чемпіонату Європи 2018 року, зігравши у всіх п'яти іграх, в яких забив п'ять голів, що дозволило гравцю стати найкращим бомбардиром змагань.
2019 року з командою до 20 років поїхав на молодіжний чемпіонат світу.
У вересні 2020 року дебютував у складі національної збірної Португалії.
| Дата     | Місто | Господарі  | Результат | Гості    | Турнір                               | Голи | Примітки |
| -------- | ----- | ---------- | --------- | -------- | ------------------------------------ | ---- | -------- |
| 5-9-2020 | Порту | Португалія | 4 – 1     | Хорватія | Ліга націй УЄФА 2020-2021 - 1-й етап | -    | 78'      |
| Усього   |       | Матчів     | 1         |          | Голів                                | 0    |          |

## Титули і досягнення
- Володар Кубка португальської ліги (1):

«Брага»: 2019-20
- Володар Кубка Іспанії (1):

«Барселона»: 2020-21
- Чемпіон Португалії (2):

«Спортінг»: 2023-24, 2024-25
- Володар Кубка Португалії (1):

«Спортінг»: 2024-25
Збірні
- Юнацький чемпіон Європи (до 19 років): 2018[7]
- Переможець Ліги націй УЄФА: 2024-25

### Індивідуальні
- Найкращий бомбардир юнацького чемпіонату Європи (до 19 років): 2018 (5 голів)